# Cavellia tapirina
Cavellia tapirina är en snäckart som först beskrevs av Hutton 1882.  Cavellia tapirina ingår i släktet Cavellia och familjen Charopidae. Inga underarter finns listade i Catalogue of Life.